# Poisson-ange à anneau
Pomacanthus annularis
Espèce
Statut de conservation UICN

 LC  : Préoccupation mineure
Le Poisson-ange à anneau (Pomacanthus annularis) est un poisson évoluant dans les eaux de l'Indo-Pacifique le long des côtes jusqu'à 60 m de profondeur.

Il peut mesurer jusqu'à 45 cm. 

Poisson-ange à anneau
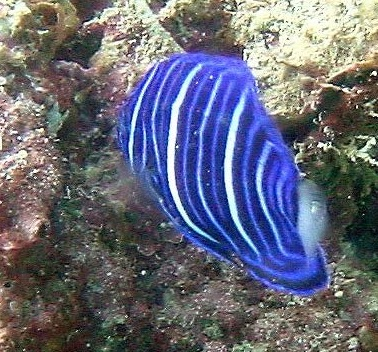
Jeune
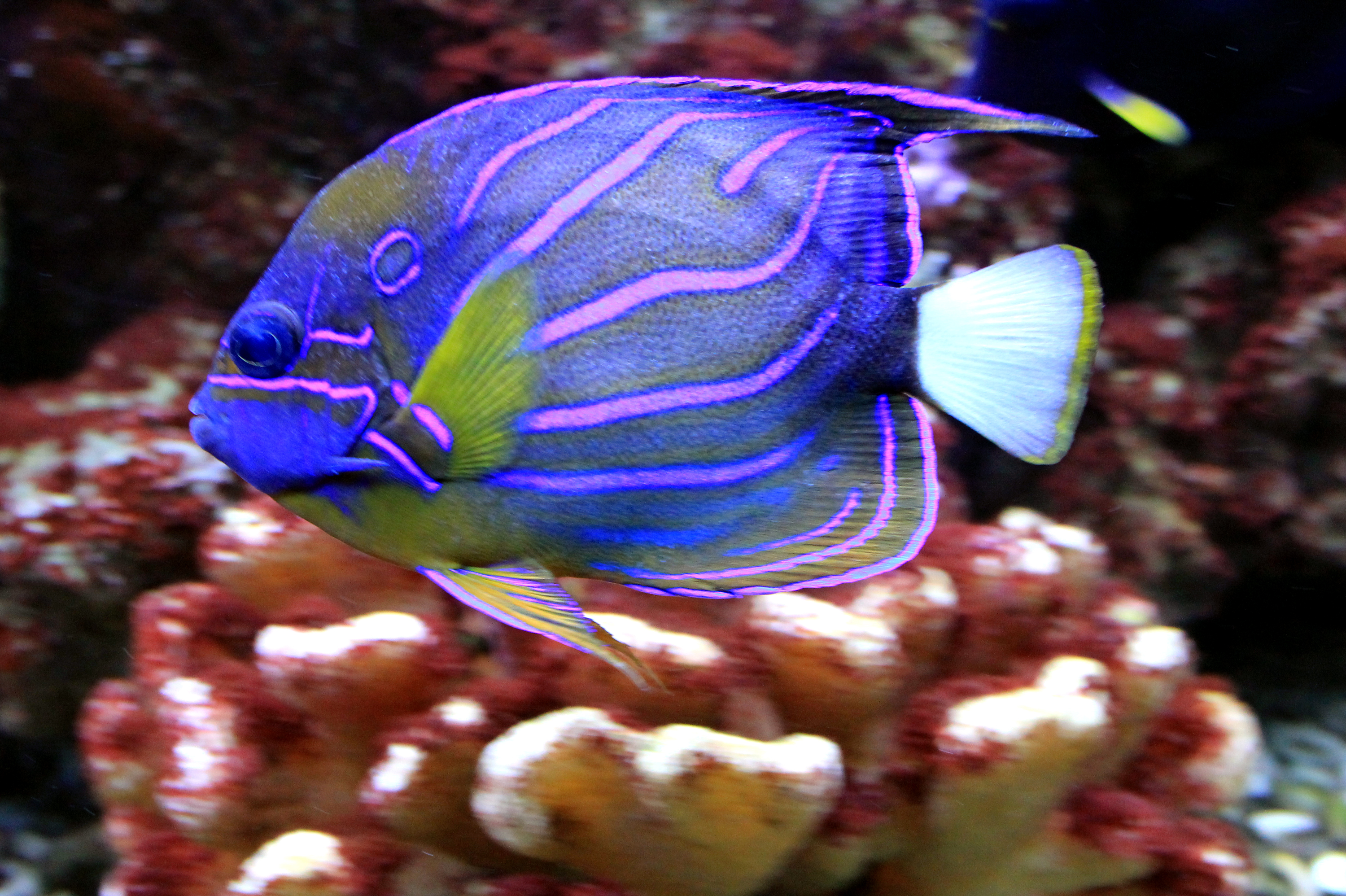
En train de devenir adulte
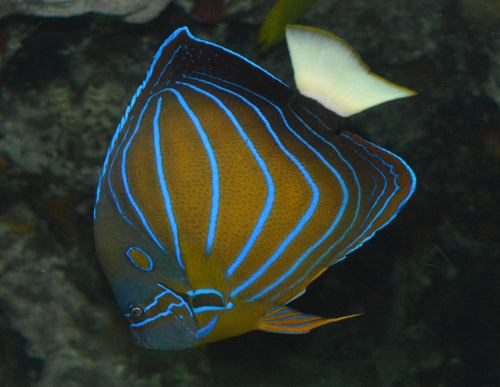
Adulte

Il change radicalement de couleur entre la jeunesse et l'âge adulte : les jeunes sont bleu foncé avec de fines lignes verticales bleues et blanches ; les adultes sont d'une teinte cuivrée avec des lignes bleues plus larges qui longent le corps et remonte vers l'arrière pour converger vers la base de la nageoire dorsale.
Le mâle protège son territoire qu'il partage avec plusieurs femelles.

## Notes et références

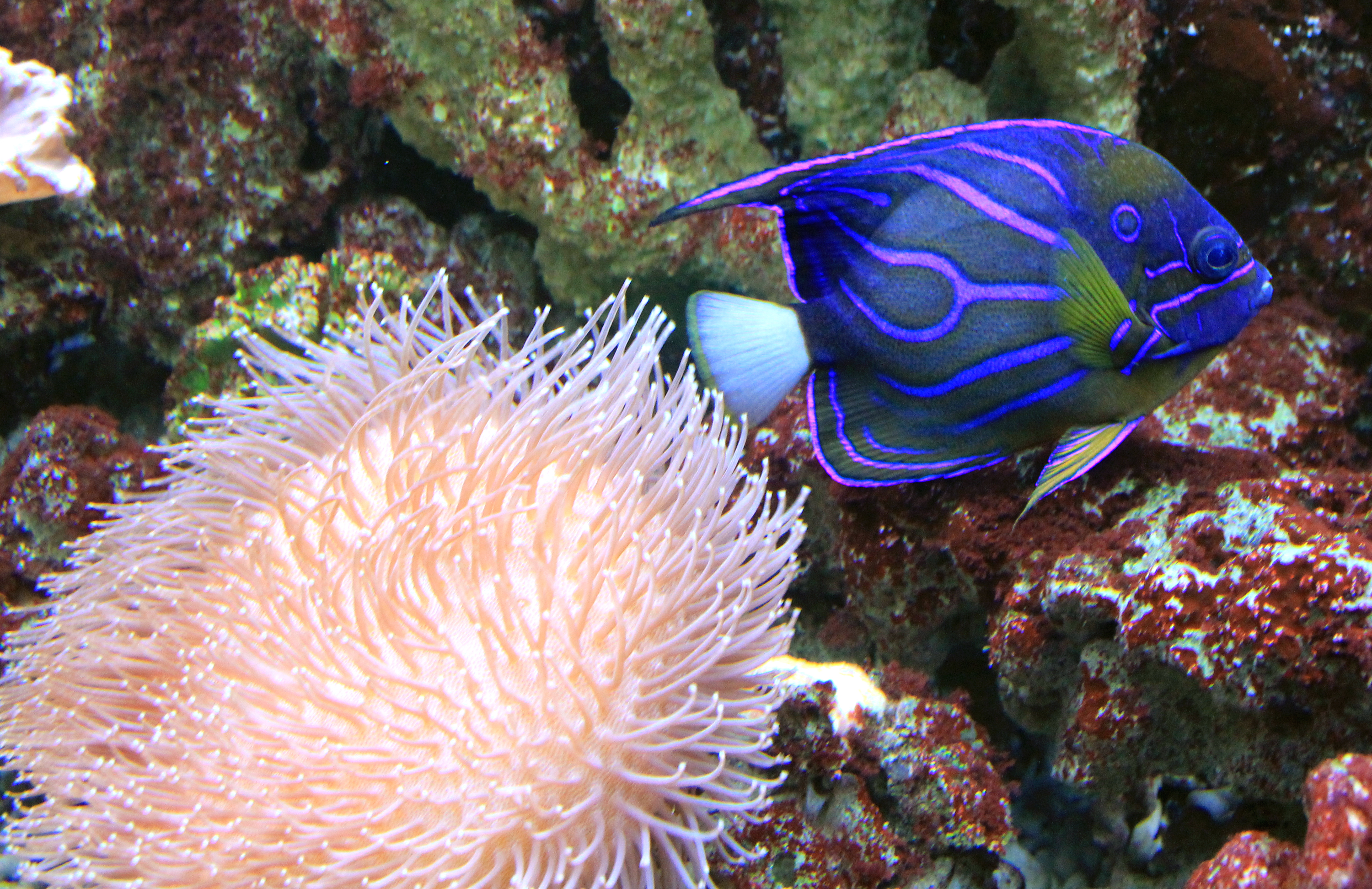
A Prague, Sea aguarium